# Mohamed el-Bisatie
Mohamed el-Bisatie (arabiska: محمد البساطي), född i november 1937, död den 14 juli 2012, var en egyptisk författare, bosatt i Kairo.
El-Bisatie var uppvuxen i Nildeltat, och började skriva för tidningar och tidskrifter 1962. Han gav ut sin första bok 1968, och gav sedan dess ut ett flertal romaner och sex novellsamlingar. Flera av hans romaner och noveller finns översatta till språk som engelska, franska, italienska och spanska.
El-Bisatie var flerfaldigt prisbelönad; bland annat tilldelades han Sultan Oweis-priset 2001 och Sawiris-priset 2009. Romanen Hunger nominerades till International Prize for Arabic Fiction 2009.